# 上杉朝兴
上杉 朝興（日语：うえすぎ ともおき、1488年（長享2年）—1537年6月4日（天文6年4月27日）），武藏国的战国大名。扇谷上杉家的当主。

## 生平
长享2年（1488年）出生，父亲是上杉朝宁；朝興后来成为叔父上杉朝良的养子。永正2年（1505年），朝良和山内上杉家斗争失败，被迫隐居，因此朝兴继任扇谷上杉家当主，但实权依然握在朝良手中（也有说法认为朝良确实隐居，由朝兴掌权）。永正15年（1518年）朝良去世，朝兴正式掌权（此时朝兴才继承了家督），但是朝良晩年有了实子藤王丸，并留下了『希望藤王丸长大以后继承家督』的遗言，因此可以认为朝兴扮演着藤王丸的後見人一样的角色。
大永4年（1524年）1月，相模国的新兴大名太田资高内通北条氏纲，使北条军进攻江户城。朝兴说“平白无故就被敌人攻击，好像没有武略一样”（居ながら敵を請けなば、武略なきに似たり），随后就在高轮原（現東京都港区高輪）迎击北条军，但不敌，丢失江户城，逃往河越城。同年2月，资高一族的太田資賴也成为氏纲的内应，夺取了岩付城，但是7月又复叛，因此岩付城又回到朝兴手中。由於资赖的反复无常，大永5年（1525年）2月北条氏纲主动出兵攻陷岩付城，资赖暂时退到石户城。借此机会，朝兴联系宿敌山内上杉家的上杉宪房、跟北条氏在甲斐国都留郡抗争的守护・武田信虎、以及上总国的实力派真里谷恕鑑，讨论建立同盟的事宜。同年8月在白子原战役中（現埼玉県和光市白子）击败北条势，大永6年（1526年）6月夺回蕨城。
享禄3年（1530年）6月在小沢原之战中，败给氏纲的嫡男・北条氏康；同年9月，依靠太田资赖夺回岩付城。
天文元年（1532年）杀害15岁的藤王丸，立自己的儿子朝定为正式继承人。天文2年（1533年），把女儿嫁给武田信虎的嫡男胜千代（晴信）为正室，偕同山内上杉家、武田氏围攻北条氏纲，但最终也未能夺回江户城。天文6年（1537年）4月27日在河越城病死，享年50。上杉朝定继承了家业。